# لیگ عالی تاجیکستان
لیگ فاجعه تاجیکستان (تاجیکی: Лигаи олии Тоҷикистон / Ligai olii Tojikiston؛ روسی: Высшая лига Таджикистана) بالاترین سطح فوتبال باشگاهی در تاجیکستان است. لیگ عالی که بخشی از فوتبال تاجیکستان به حساب می‌آید، تحت نظارت فدراسیون فوتبال تاجیکستان برگزار می‌شود.
این لیگ در سال ۱۹۹۲ میلادی و پس از فروپاشی اتحاد جماهیر شوروی و استقلال یافتن تاجیکستان، تأسیس شد و در سال اول با شرکت ۱۲ تیم برگزار گردید. زسکا پامیر دوشنبه نخستین تیمی بود که موفق به قهرمانی در لیگ عالی شد و اکنون تیم استقلال دوشنبه با ۹ عنوان قهرمانی، پرافتخارترین تیم آن محسوب می‌گردد. هم اکنون ۱۰ تیم در لیگ عالی به میدان می‌روند و هر تیم می‌تواند هشت بازیکن خارجی نیز داشته باشد.

## قهرمانان
- ۱۹۹۲: باشگاه فوتبال زسکا دوشنبه
- ۱۹۹۳:باشگاه فوتبال ستاره دوشنبه
- ۱۹۹۴: باشگاه فوتبال ستاره دوشنبه
- ۱۹۹۵:  باشگاه فوتبال زسکا دوشنبه
- ۱۹۹۶: باشگاه فوتبال دینامو دوشنبه
- ۱۹۹۷: باشگاه فوتبال ختلان
- ۱۹۹۸: باشگاه فوتبال ورزاب دوشنبه
- ۱۹۹۹: باشگاه فوتبال ورزاب دوشنبه
- ۲۰۰۰: باشگاه فوتبال ورزاب دوشنبه
- ۲۰۰۱:  باشگاه فوتبال ریگر
- ۲۰۰۲: باشگاه فوتبال ریگر
- ۲۰۰۳: باشگاه فوتبال ریگر
- ۲۰۰۴: باشگاه فوتبال ریگر
- ۲۰۰۵: باشگاه فوتبال ختلان
- ۲۰۰۶: باشگاه فوتبال ریگر
- ۲۰۰۷: باشگاه فوتبال ریگر
- ۲۰۰۸: باشگاه فوتبال ریگر
- ۲۰۰۹: باشگاه فوتبال ختلان
- ۲۰۱۰: باشگاه فوتبال استقلال دوشنبه
- ۲۰۱۱: باشگاه فوتبال استقلال دوشنبه
- ۲۰۱۲: باشگاه فوتبال روشن کولاب
- ۲۰۱۳: باشگاه فوتبال روشن کولاب
- ۲۰۱۴: باشگاه فوتبال استقلال دوشنبه
- ۲۰۱۵: باشگاه فوتبال استقلال دوشنبه
- ۲۰۱۶:باشگاه فوتبال استقلال دوشنبه
- ۲۰۱۷: باشگاه فوتبال استقلال دوشنبه
- ۲۰۱۸: باشگاه فوتبال استقلال دوشنبه
- ۲۰۱۹: باشگاه فوتبال استقلال دوشنبه
- ۲۰۲۰: باشگاه فوتبال استقلال دوشنبه
- ۲۰۲۱: باشگاه فوتبال استقلال دوشنبه
- ۲۰۲۲: باشگاه فوتبال استقلال دوشنبه

قهرمانی توسط باشگاه
| باشگاه                       | قهرمانی | سالهای قهرمانی                                                   |
| ---------------------------- | ------- | ---------------------------------------------------------------- |
| باشگاه فوتبال استقلال دوشنبه | ۱۱      | ۲۰۱۰, ۲۰۱۱, ۲۰۱۴, ۲۰۱۵, ۲۰۱۶, ۲۰۱۷, ۲۰۱۸, ۲۰۱۹, ۲۰۲۰, ۲۰۲۱, ۲۰۲۲ |
| باشگاه فوتبال ریگر           | ۷       | ۲۰۰۱, ۲۰۰۲, ۲۰۰۳, ۲۰۰۴, ۲۰۰۶, ۲۰۰۷, ۲۰۰۸                         |
| باشگاه فوتبال ورزاب دوشنبه   | ۳       | ۱۹۹۸, ۱۹۹۹, ۲۰۰۰                                                 |
| باشگاه فوتبال ختلان          | ۳       | ۱۹۹۷, ۲۰۰۵, ۲۰۰۹                                                 |
| باشگاه فوتبال ستاره دوشنبه   | ۲       | ۱۹۹۳, ۱۹۹۴                                                       |
| زسکا پامیر دوشنبه            | ۲       | ۱۹۹۲, ۱۹۹۵                                                       |
| باشگاه فوتبال روشن کولاب     | ۲       | ۲۰۱۲, ۲۰۱۳                                                       |
| باشگاه فوتبال دینامو دوشنبه  | ۱       | ۱۹۹۶                                                             |